# 海吉哈特圣马尔通
海吉哈特圣马尔通是匈牙利沃什州所辖的一个村，总面积12.74平方公里，总人口55，人口密度4.3人/平方公里（2010年1月1日）。